# Pont de Maria Pia
El pont de Maria Pia és un pont ferroviari sobre el riu Douro a la ciutat de Porto. Va ser inaugurat el 4 de novembre de 1877, i va ser tancat el 24 de juny de 1991, havent estat substituït pel pont de São João.
Es considera, juntament amb el viaducte de Garabit, com les grans obres mestres executades per l'enginyer Gustave Eiffel. En el moment de la seva obertura, era el pont amb l'arc de ferro més gran del món. Ha estat classificat com a Monument Nacional des de 1982.
És un pont d'un sol arc de gelosia metàl·lica concebut per Gustave Eiffel i el seu associat Théophile Seyrig dins de la companyia constructora d'Eiffel. El 1991 es va retirar del servei per manca de capacitat (era de via única) i pel seu mal estat de conservació i es construí el pont de São João al que es traslladà la línia ferroviària.
Rep el seu nom en honor de la reina Maria Pia, esposa del rei Lluís I de Portugal que dona nom a l'altre pont d'arc metàl·lic de Porto, el pont de Lluís I construït uns anys després.